# Bright Arrey-Mbi
Bright Akwo Arrey-Mbi (Kumba, 26 maart 2003) is een in Kameroen geboren Engels-Duits voetballer, die bij voorkeur als centrale verdediger speelt. Hij speelt sinds de zomer van 2024 bij SC Braga. 

## Clubcarrière
Arrey-Mbwi verruilde in 2019 Chelsea voor Bayern München. Op 19 september 2020 debuteerde hij voor het tweede elftal in de 3. Liga tegen Türkgücü München. Op 1 december 2020 debuteerde Arrey-Mbwi voor Bayern Mücnhen in de Champions League tegen Atlético Madrid. Hij startte in de basiself als linkervleugelspeler en werd na een uur vervangen.